# Dimi von Nehardea
Dimi von Nehardea war ein babylonischer Amoräer der 5. Generation.
Er war angeblich in den Jahren 385–388 Leiter der Gelehrtenschule in Pumbedita.